# Унія праці
У́нія пра́ці (пол. Unia Pracy, UP) — соціал-демократична партія в Польщі. Є членом Партії європейських соціалістів і Соціалістичного інтернаціоналу.

## Історія
Партія виникла 7 червня 1992 в результаті з'єднання трьох угруповань: «Солідарність праці» Ришарда Бугая, Громадський демократичний рух Збігнєва Буяка — які походили з колишньої «Солідарності», Великопольська соціал-демократична унія Веслава Зюлковського — яка була продовженням Польської соціал-демократичної унії, що почалась з реформаторської фракції ПОРП.